# Iwan Prisiagin
Iwan Wonifatjewicz Prisiagin (ros. Ива́н Вонифа́тьевич Прися́гин, ur. 1885 we wsi Olchowka w guberni riazańskiej, zm. 26 września 1918) – rosyjski rewolucjonista, bolszewik, przewodniczący Ałtajskiego Gubernialnego Komitetu SDPRR(b)/RKP(b) (1918).

## Życiorys
Od 1904 był członkiem SDPRR, 1907 aresztowany i zwolniony, 1910 ponownie aresztowany i zwolniony. Wyemigrował do Francji, 1911 był słuchaczem szkoły w Longjumeau, po powrocie do Rosji aresztowany i skazany na zesłanie do Kraju Narymskiego w guberni jenisejskiej, skąd w 1912 zbiegł, jednak został ponownie aresztowany i skazany na 5-letnie zesłanie do rejonu Kańska, 16 marca 1917 amnestionowany po rewolucji lutowej. W 1917 był przewodniczącym Barnaulskiego Centralnego Biura Związków Zawodowych i barnaulskiego Miejskiego Zgromadzenia Narodowego, od lipca 1917 przewodniczący Barnaulskiego Komitetu SDPRR(b), od sierpnia 1917 radny dumy miejskiej Barnaułu. Od września 1917 członek Barnaulskiego Miejskiego Wymiaru Sprawiedliwości, od października 1917 członek Ałtajskiego Gubernialnego Komitetu SDPRR(b), od lutego do czerwca 1918 przewodniczący Ałtajskiego Gubernialnego Komitetu SDPRR(b). 14 września 1918 aresztowany przez białych, następnie rozstrzelany.